# Закрите судове засідання
Закрите судове засідання — судове засідання, в якому за ухвалою суду розгляд цивільної чи кримінальної справи відбувається за участю всіх учасників судового розгляду з додержанням передбачених процесуальним законом правил судочинства, але за відсутності публіки.

Ціла справа може бути розглянута в такому режимі, коли, наприклад, береться до уваги питання національної безпеки. Суддя може призначати Закрите судове засідання в ході відкритих судових розглядів, наприклад, для захисту комерційної таємниці або за умови, що одна сторона заявляє про документи, які не бажано оприлюднювати у відкритому суді.

Розгляд у закритому режимі може здійснюватися на клопотання, наприклад, адвоката у справі або за розпорядженням суду.